# 熊野神社 (行方市島並)
熊野神社（くまのじんじゃ）は、茨城県行方市の神社。祭神に伊弉諾命（いざなぎのみこと）・伊弉冉命（いざなみのみこと）・素戔嗚命（すさのおのみこと）の三神をまつる。
例祭は毎年11月23日で、ほかに1月1日と6月23日の御盛替神事がある。神社周囲の常緑性広葉樹林は、島並熊野自然環境保全地域特別地区に指定されている。

## 歴史
1394年（応永元年）に、当時の領主島並氏によって創建されたと伝えられが、天正九年（1581年）島並幹国らによる造営の棟札もある。1658年（万治元年）に火災に遭ったが、翌年に麻生藩の藩主だった新庄直好の支援もあり再建された。
当初は「熊野大権現」という名称であったが、1870年（明治3年）に「熊野神社」に改称された。
当社の本殿は、茨城県の文化財に指定されている。再建された年である「万治二年」の棟札もある。

## 文化財
- 熊野神社本殿（附棟札8枚）（茨城県指定文化財 平成7年1月23日指定）[4]
構造は一間社流造（いっけんしゃながれづくり）で銅板葺、周囲の絵様繰形（えようくりがた）は江戸時代末期のものである[1]。万治二年の棟札が現存し、平成7年1月に本殿と棟札8枚が茨城県指定文化財に指定された[1]。

熊野神社のギャラリー
- 正面の石灯篭
- 参道の石段と石灯篭
- 拝殿
- 本殿（茨城県指定有形文化財）

## 交通アクセス
- 潮来駅より車17分。